# Cynarina
Cynarina is een geslacht van neteldieren uit de klasse van de Anthozoa (bloemdieren).

## Soorten
- Cynarina lacrymalis (Milne Edwards & Haime, 1849)
- Cynarina macassarensis (Best & Hoeksema, 1987)